# 肥西三官庙遗址
肥西三官庙遗址是一处中国青铜器时代遗址，曾入围“2019年度全国十大考古新发现”终评。
根據中央電視臺的< 中華國寶 >節目，該地原有建於清代的三官廟，可惜早已坍塌. 村內不少老者都表示沒有見過三官廟

## 发现
2018年，在引江济淮工程中，安徽省肥西县桃花镇三官庙村一个土墩附近，发现大量碎陶片。安徽省考古研究所从该年7月展开考古工作，到2019年12月发掘结束。

## 概况
遗址发掘面积约2100平方米，发现了陶器100余件、石器200余件、青铜器18件，以及南北2处房屋遗址，有红烧土地面。房屋遗址内发现了三具人类遗骸和碳化稻米的堆积。通过对稻米碳14检验，确定遗址主人生活在距今3500年的夏商时期。

## 对于遗址主人身份和死因的猜测
因为出土的青铜器中铜钺、铜铃等类似于同时期二里头文化出土的高等级青铜器，有专家认为遗址主人可能是夏朝遗民，或与《帝王世纪》中记载的“桀奔于南巢之山”历史事件有关。
出土的三具遗骸并不在墓葬中，出土的器物和稻米也不在灰坑中，而且青铜兵器上有扭曲和断裂，所以有专家猜测遗址主人是在兵灾中遇害。

## 后续
2020年，三官庙遗址的两处房址被整体搬迁到安徽博物院进行保护性展示。